# Ronde van Frankrijk 2018/Vierde etappe
De vierde etappe van de Ronde van Frankrijk 2018 werd verreden op dinsdag 10 juli 2018 van La Baule naar Sarzeau.

## Verloop
In de vierde etappe was de eerste aanval meteen de goede. Guillaume Van Keirsbulck ging direct na de officiële start ten aanval en kreeg Dimitri Claeys, Anthony Perez en Jérôme Cousin mee in de ontsnapping. Ze kregen een ruime voorsprong van bijna 8 minuten. Op 97 km van de finish lag de tussensprint, in het peloton won Fernando Gaviria voor André Greipel en Peter Sagan. In de laatste 3 km werden de vluchters ingehaald en ging men naar een massasprint waar Gaviria de snelste was voor Sagan en Greipel.

## Uitslag
| Rituitslag La Baule - Sarzeau (195 km) |                    |                        |          |
| Plaats                                 | Naam               | Ploeg                  | Tijd     |
| Winnaar                                | Fernando Gaviria   | Quick-Step Floors      | 4u25'01" |
| 2                                      | Peter Sagan        | BORA-hansgrohe         | z.t.     |
| 3                                      | André Greipel      | Lotto Soudal           | z.t.     |
| 4                                      | Dylan Groenewegen  | Team LottoNL-Jumbo     | z.t.     |
| 5                                      | Marcel Kittel      | Team Katjoesja Alpecin | z.t.     |
| 6                                      | Andrea Pasqualon   | Wanty-Groupe Gobert    | z.t.     |
| 7                                      | Alexander Kristoff | UAE Team Emirates      | z.t.     |
| 8                                      | John Degenkolb     | Trek-Segafredo         | z.t.     |
| 9                                      | Dion Smith         | Wanty-Groupe Gobert    | z.t.     |
| 10                                     | Timothy Dupont     | Wanty-Groupe Gobert    | z.t.     |

| Algemeen klassement |                      |                           |           |
| Plaats              | Naam                 | Ploeg                     | Tijd      |
| Gele trui           | Greg Van Avermaet    | BMC Racing Team           | 13u33'56" |
| 2                   | Tejay van Garderen   | BMC Racing Team           | z.t.      |
| 3                   | Geraint Thomas       | Team Sky                  | + 3"      |
| 4                   | Philippe Gilbert     | Quick-Step Floors         | + 5"      |
| 5                   | Julian Alaphilippe   | Quick-Step Floors         | + 7"      |
| 6                   | Bob Jungels          | Quick-Step Floors         | z.t.      |
| 7                   | Tom Dumoulin         | Team Sunweb               | + 11"     |
| 8                   | Søren Kragh Andersen | Team Sunweb               | z.t.      |
| 9                   | Michael Matthews     | Team Sunweb               | z.t.      |
| 10                  | Rigoberto Urán       | EF Education First-Drapac | + 35"     |

## Nevenklassementen
| Puntenklassement |                    |                   |        |
| Plaats           | Naam               | Ploeg             | Punten |
| Groene trui      | Peter Sagan        | BORA-hansgrohe    | 143    |
| 2                | Fernando Gaviria   | Quick-Step Floors | 139    |
| 3                | Alexander Kristoff | UAE Team Emirates | 72     |

| Bergklassement |                |                      |        |
| Plaats         | Naam           | Ploeg                | Punten |
| Bolletjestrui  | Dion Smith     | Wanty-Groupe Gobert  | 1      |
| 2              | Anthony Perez  | Cofidis              | 1      |
| 3              | Kévin Ledanois | Team Fortuneo-Samsic | 1      |

| Jongerenklassement |                      |                 |           |
| Plaats             | Naam                 | Ploeg           | Tijd      |
| Witte trui         | Søren Kragh Andersen | Team Sunweb     | 13u34'07" |
| 2                  | Egan Bernal          | Team Sky        | + 1'08"   |
| 3                  | Magnus Cort          | Astana Pro Team | + 1'22"   |

| Ploegenklassement |                        |           |
| Plaats            | Ploeg                  | Tijd      |
|                   | Quick-Step Floors      | 41u21'02" |
| 2                 | Team Sunweb            | + 16"     |
| 3                 | BMC Racing Team        | + 23"     |
| 4                 | Team Sky               | + 1'54"   |
| 5                 | Education First-Drapac | + 2'26"   |

## Opgaven
- Tiesj Benoot (Lotto Soudal): gaf op wegens een ontwrichte schouder
- Axel Domont (AG2R La Mondiale): gaf op wegens een sleutelbeenbreuk

1e etappe ·
2e etappe ·
3e etappe ·
4e etappe ·
5e etappe ·
6e etappe ·
7e etappe ·
8e etappe ·
9e etappe ·
10e etappe ·
11e etappe ·
12e etappe ·
13e etappe ·
14e etappe ·
15e etappe ·
16e etappe ·
17e etappe ·
18e etappe ·
19e etappe ·
20e etappe ·
21e etappe
Startlijst · Eindstanden · Afbeeldingen